# Pedro de Moya
Pedro de Moya est un peintre espagnol, né à Grenade en 1610 et mort dans la même ville en 1674.

## Biographie
Il suit les leçons de Juan de Castillo en même temps que Murillo et Alonzo Cano, puis, poussé par son goût pour les aventures, il prend du service dans les Flandres; mais la vue des chefs-d’œuvre artistiques qui se trouvent dans ce pays le ramène vers la peinture et il fait alors une étude approfondie des maîtres flamands.
Lorsque le temps de son engagement est expiré, il se rend à Londres pour y demander les conseils de Van Dyck, puis revient à Séville, où ses œuvres, fort remarquables, surtout au point de vue du coloris, lui acquièrent une grande réputation. On voit des tableaux de cet artiste dans divers édifices de Grenade et de Séville et dans les grandes galeries de l’Espagne et de l’Angleterre.

## Œuvres dans les collections publiques

### France
- Castres, musée Goya : ex-voto à saint Pierre d'Alcántara[1]
- Chartres, musée des Beaux-Arts : Suzanne entre les deux Vieillards, toile, 198 × 156 cm, attribué à Moya (notice du catalogue de vente de la galerie Péreire), acquisition en 1885[2].

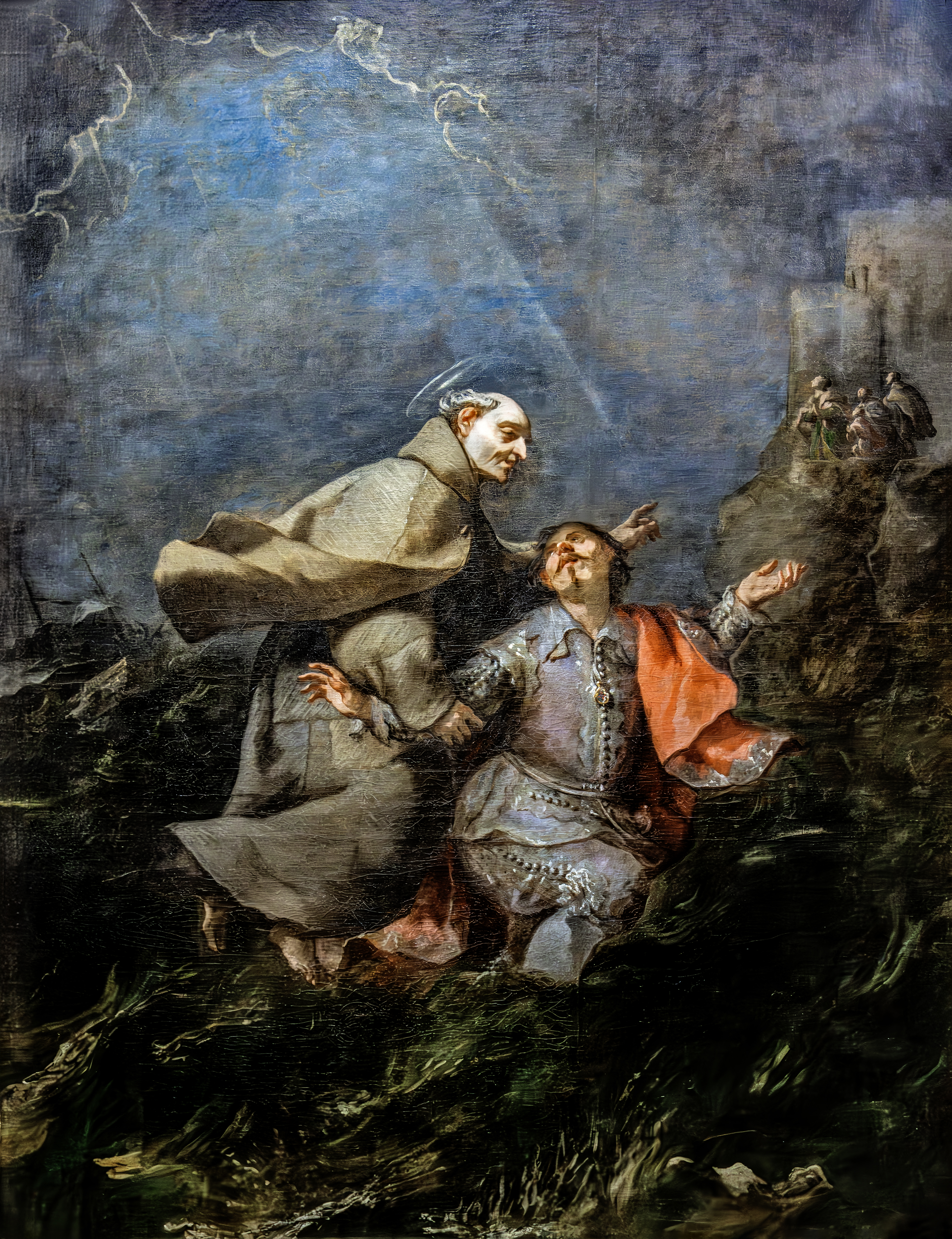
Ex-voto à saint Pierre d'Alcantara, musée Goya.

## Source
« Pedro de Moya », dans Pierre Larousse, Grand dictionnaire universel du XIXe siècle, Paris, Administration du grand dictionnaire universel, 15 vol., 1863-1890 [détail des éditions].